# 戛米勒·日拉克
戛米勒·日拉克（Gamil Zirak）是英國作家約翰·羅納德·魯埃爾·托爾金（J.R.R. Tolkien）的奇幻小說世界，中土大陸的虛構人物。人稱老戛米勒·日拉克（Old Gamil Zirak）。
戛米勒是第一紀元時諾格羅德（Nogrod）的矮人。他是有名的工匠，也是著名矮人工匠塔爾查（Telchar）的老師。他有許多著名的作品，亦打造了許多庭葛（Thingol）寶庫裡的武器與裝備。

## 資料來源
1. ↑  《胡林的子女》 2008年 聯經初版翻譯 P.71：「此時辛葛在明霓國斯深處的武器庫中藏有大量精良的武器...這些是由鐵勒恰爾本人或他的師傅老戛米勒·日拉克...打造...」辛葛、鐵勒恰爾為另一版本譯名。
2. ↑  . 阿爾達百科全書.   [2018-04-03]. （原始内容存档于2019-07-18） （英国英语）.